# Demostración de la predicación apostólica
La Demostración de la predicación apostólica (o Epideixis) es una obra de Ireneo de Lyon que se escribió en griego pero del que solo tenemos completa una versión armenia. 
Como casi todas las obras de Ireneo bien pronto fue perdida. Y así se mantuvo hasta inicios del siglo XX. 
Refiere, en lenguaje catequético, la historia de la salvación y sobre todo la encarnación, muerte y resurrección de Jesús de Nazaret como cumplimiento de las promesas de Dios, que por medio de su Hijo, habría salvado y rehecho todo.

## Nombre
La obra aparece mencionada en la Historia Ecclesiastica de Eusebio de Cesarea aunque solo en la versión griega (se ignora por qué la versión latina no tiene esa frase) y ya desde la publicación realizada por Valois de la obra de Eusebio, el texto de Ireneo era llamado ἀποδείξις (ostensio) en vez de la usada en la Historia de ἐπίδειξις (demonstratio). Migne usó el nombre de Valois para su publicación en la patrología griega. Y el manuscrito armenio de la obra de Ireneo dice pruebas.
Así, el título de la obra ha sido tanto apodeixis como epídeixis y, dado que el sentido de ambas palabras es semejante, se han mantenido. La traducción española de demostración más que manifestación sigue el sentido del original griego así como la versión armenia.

## Composición
Es tan clara la mano de Ireneo en el texto que no se ha puesto en duda la autoría. Dado que el escrito menciona el Adversus haereses la Demostración sería posterior y habría sido escrita entre el año 185 y 202.
La obra está dedicada a Marciano, a quien Ireneo busca mostrar cuanto aprendió de la tradición apostólica. Por tanto, no se trata de un texto polémico sino más bien catequético.
Tradicionalmente ha sido dividida en dos partes: la primera hasta el capítulo 42 trata de la historia de la salvación hasta Jesucristo. La segunda parte que ocupa los capítulos 42 al 100 habla de la redención y el cumplimiento de las profecías mesiánicas. Su cercanía y casi exégesis del texto bíblico muestran que todavía, aun cuando no se tratase de un escrito apologético, su mirada está en los gnósticos que a base de reflexión racional habían generado su propia «teología». Para oponerse a ellos, Ireneo se queda en el marco de las Escrituras y alaba la «carne» del hombre y de Jesús. 

## Manuscritos armenios
El primero con la obra completa fue descubierto en 1904 en la Iglesia de la Madre de Dios de Ereván. El archimandrita Karapet Ter-Mekerttschian publicó el texto comentado por Adolf von Harnack, quien además dividió el texto en sus 100 capítulos actuales. 
Sobre el estado del manuscrito armenio, Karapet comenta:

Su estado de conservación es bueno, a excepción de algunos folios que sufrieron algún deterioro al ser encuadernados y anotados recientemente. Está escrito en papel con caligrafía denominada bolorguir (redonda) y encuadernado en madera recubierta de cuero; contiene algunos títulos en tinta roja. Al inicio y en algunos otros lugares se encuentran ilustraciones bastante rudimentarias. Mide 245x165 mm. Y se conservan 383 ff.

No se encontraba solo la Demostración sino también el Adversus Haereses y otros escritos así como cartas del tiempo que han permitido datar la copia armena del texto: entre los años 1259 y 1269. La traducción del griego al armeno ha sido datada en la segunda mitad del siglo VI, y el manuscrito encontrado sería una transcripción de esa traducción. El texto armenio es de difícil comprensión debido a que fue traducido literalmente del griego.
También hay dos fragmentos de la Demostración en el manuscrito Knik' Hawatoy descubierto en 1911 y datado entre los siglos XIV y XV: se trata de versículos del capítulo 31 y del 40.
El manuscrito conocido como Gálata 54 (dado que se encuentra en el barrio conocido con ese nombre, donde estaba la biblioteca armenia) también tiene partes de la Demostración.